# Szkütale

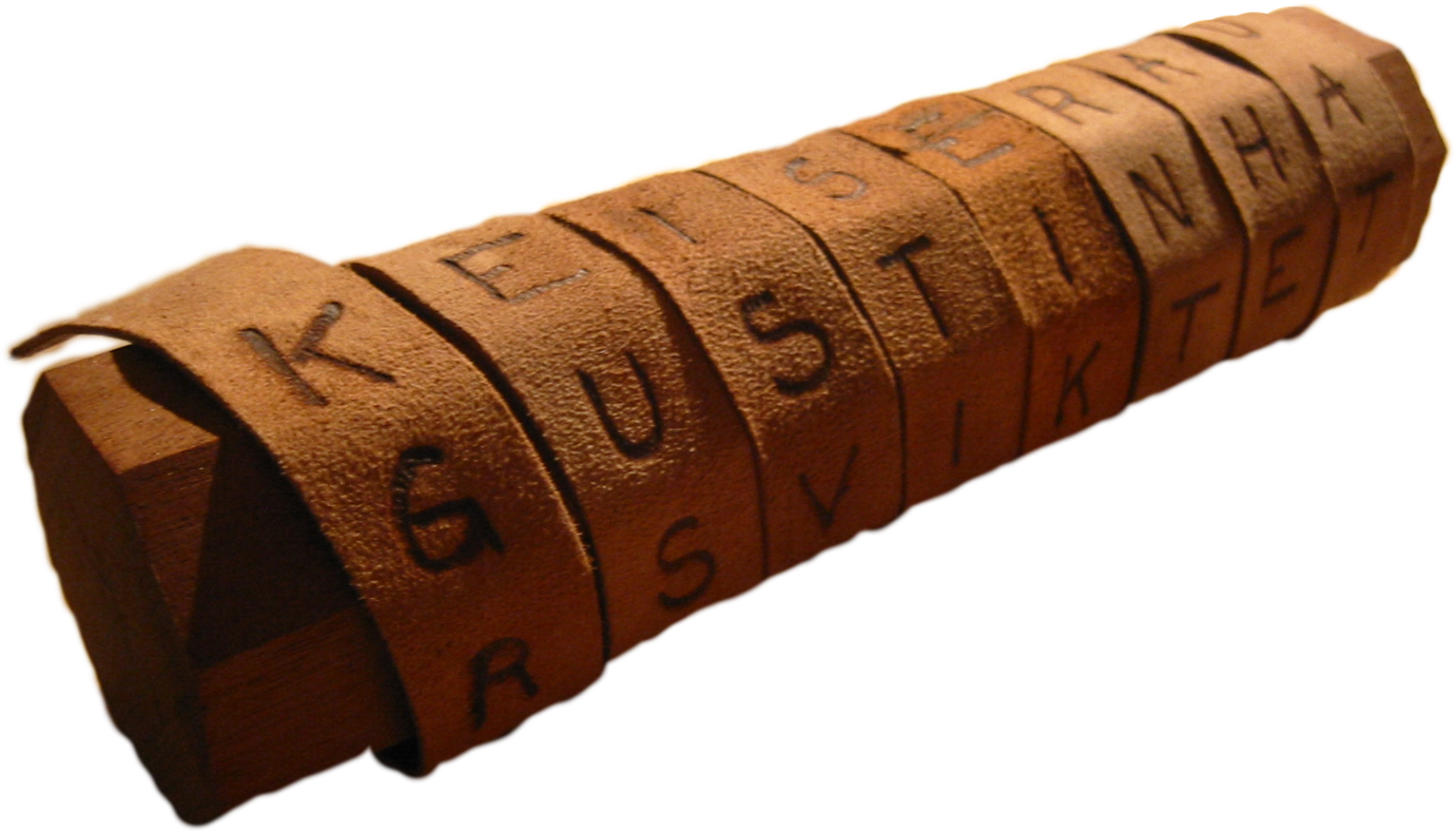
Szkütale latin betűkkel

A szkütale ókori mechanikus kriptográfiai eszköz, valószínűleg már az i. e. VII. században is használták hellén városállamokban, elkészítéséről az első feljegyzés Apollóniosz Rhodiosztól származik. A rendszer egy, a nyílt szöveget tartalmazó szalagból és egy megfelelő átmérőjű hengerből vagy adott élű hasábból áll, ami a feloldó algoritmusként funkcionál.

## Kódolás
Mint sok másik titkosírásban, itt sem használatos a központozás. A bőrszíjat a hengerre csavarták, majd hosszában, több sorban elkezdték írni a szöveget. Ezután bőrövként vagy írott felét máshogy álcázva juttatták el a dekódolóhoz.
Titkosítandó szöveg:
"Belépés díjtalan, kilépés bizonytalan!"
(Rejtő Jenő: A három testőr Afrikában)
Nyílt szöveg:
Babelilazénopknéiysltdéaipljéatsn

## Dekódolás
A dekódolónak ugyanolyan hengerre volt szüksége az egyszerű fejtéshez. Rátekerte a bőrszíjat, ekkor feltűnt az összefüggő szöveg.
```
 \B\e\l\é\p\é\s\d\i\j\t\
```

```
   \a\l\a\n\k\i\l\e\p\e\s\
```

```
     \b\i\z\o\n\y\t\a\l\a\n\
```

Hasonló rendszert használt később Julius Caesar is.

## Fordítás
- Ez a szócikk részben vagy egészben  a   Scytale című angol Wikipédia-szócikk ezen változatának fordításán alapul.  Az eredeti cikk szerkesztőit annak laptörténete sorolja fel. Ez a jelzés csupán a megfogalmazás eredetét és a szerzői jogokat jelzi, nem szolgál a cikkben szereplő információk forrásmegjelöléseként.